# لاوپهایم
شهر لاوپهایم (به آلمانی: Laupheim) در ایالت بادن-وورتمبرگ در کشور آلمان واقع شده‌است.